# Pero xylochromaria
Pero xylochromaria là một loài bướm đêm trong họ Geometridae.